# 葛連·基恩
葛連·基恩（英語：Glen Keane，1954年4月13日—）是一名美國動畫師、作家和插畫家，因為參與過《小美人魚》、《阿拉丁》、《美女與野獸》、《泰山》和《魔髮奇緣》等數部華特迪士尼經典動畫長片的角色監製和創作而聞名。他曾獲頒1992年安妮獎的最佳動畫角色獎，和2007年溫瑟·麥凱獎的終身貢獻獎。

## 生涯
葛連·基恩出生於賓州的費城，是美國著名連載漫畫《家庭馬戲團》作者——比爾·基恩的第三個孩子和最大的兒子。後來在亞利桑納州的天堂谷渡過童年。基恩對於藝術的興趣是從長期觀看父親繪製漫畫的過程中萌生的，而童稚時期的他也被當成父親作品中的漫畫角色「比利」的角色藍本。在開始想學畫之後，父親給了他一套伯恩·霍加斯所著的《動態素描‧人體解剖》（Dynamic Anatomy）的複印本，教他如何分析身體動作和人體速寫的創新繪法。
當基恩從鳳凰城的男子高中「布羅菲大學預備學校」畢業之後，他申請進入加州藝術學院，同時推辭了另一所大學發放的美式足球獎學金。之後基恩遇到了生涯中一個幸運的轉折點，他的申請書被意外地送至影片繪圖課程（Program in Film Graphics，今實驗動畫課程），而任課導師正是今已享有盛譽的動畫教授祖司·安格爾。1974年從藝術學院畢業後即於同年加入迪士尼，首次公開的作品，則是在三年後（1977年）上映的《救難小英雄》裡，與著名動畫師奧立·強司頓負責孤兒潘妮（Penny）和老鼠伯納德（Bernard）的角色。在參與該片製作期間，他於1975年與琳達·海瑟羅斯（Linda Hesselroth）結婚，生下了日後投入藝術設計業的女兒克萊兒·基恩（Claire Keane）和擔任電腦繪圖師的兒子麥斯·基恩（Max Keane）。
基恩在《救難小英雄》製作完成後負責的角色還有《妙妙龍》裡的妙妙龍艾略特（Elliott the Dragon）、及《狐狸與獵狗》裡的惡熊。之後他在1982年時，受到創新的科幻片《電子世界爭霸戰》啟發，而與動畫師約翰·拉薩特一起在電影部主管湯姆·威爾希特（Tom Wilhite）指示下，替計劃中的《野獸家園》（Where the Wild Things Are）迪士尼改編版製作一部長30秒的測試短片。這次試驗結合了傳統動畫角色及電腦動畫背景（參見 Youtube影片連結 （页面存档备份，存于））、和《電子世界爭霸戰》同樣是與MAGI公司的合作項目，而且也是迪士尼首次對數位上色的角色所進行的實驗。儘管之後由於該片成本飆高，使得迪士尼工作室不願再投入更多資金製作，但《野獸家園》的試驗短片在當年依然是開創性的作品，之後《美女與野獸》中著名的舞廳場景也沿用了此片的經驗。
1983年，基恩離開迪士尼改從事自由藝術創作，但在此期間仍替迪士尼卡通《妙妙探》設計了以莫里亞蒂教授為藍本的反派角色「瑞根教授」（Professor Ratigan），也參與製作了《小花鼠歷險記》的MV及。接著，基恩重回迪士尼公司幫《奧麗華歷險記》進行角色設計，並被提拔為首席角色動畫師，並與另外8名動畫師被並稱為「九大新人」（Nine New Men）。他在1980年代末至1990年代間亦以九大新人之姿，創造了迪士尼史上數位最經典的角色，而該期間亦被稱作迪士尼的「新黃金時代」（New Golden Age）。這些角色包括了1989年《小美人魚》中的主角愛麗兒（Ariel），以及之後基恩在擔任《阿拉丁》、《美女與野獸》、《風中奇緣》三片的動畫總監時所創造的阿拉丁、野獸和寶嘉康蒂（Pocahontas）。
基恩曾舉家搬到法國巴黎住了三年，而1999年動畫《泰山》的主角便是他在此期間繪成的角色。他在返美後，又到迪士尼設在加州伯班克的動畫工作室擔任《星銀島》中主廚史約翰（John Silver）的角色總監。2003年，基恩投入了以電腦動畫（CGI）製作、改編自格林童話《長髮姑娘》的迪士尼長篇動畫——《魔髮奇緣》的製片陣容中，他擔任導演，並與其下的團隊致力將傳統動畫特有的手繪風格和溫暖的氛圍融入電腦動畫中，而他的女兒克萊兒也有參與片中的一些繪畫工作。2008年10月，葛連因為「非致命性的健康因素」而從《魔髮奇緣》的導演職位上退下，請納森·格萊諾（Nathan Greno）和拜倫·霍華德接手執導任務，但自己仍擔任執行製作人和動畫監督。
2012年3月23日，在迪士尼任職達37年的葛連·基恩離開了動畫工作室。他在寫給同事的信中寫道：「我欠諸位偉大的動畫師們太多了——艾瑞克·拉森（Eric Larson）、法蘭克·湯瑪斯（Frank Thomas）、奧立·強司頓——還有38年來有幸能在在迪士尼一起共事的各位。我相信動畫確實是我們這年代裡最好的事物，而這年代裡還有無止盡的新疆界需要開拓，我也無法抗拒這讓我退出、讓我前往一探究竟的呼喚。」。

## 語錄
- [7]

## 參與作品
| 年份 | 片名                 | 擔任工作                 | 角色                 | 備註               |
| ---- | -------------------- | ------------------------ | -------------------- | ------------------ |
| 1973 | 星艦奇航記：動畫版   | 構圖設計師               |                      | 工作室出品電視影集 |
| 1977 | 救難小英雄           | 角色動畫師               | 潘妮（Penny）、伯納德（Bernard） |                    |
| 1977 | 妙妙龍               | 角色動畫師               | 妙妙龍（Elliot the Dragon）           |                    |
| 1981 | 狐狸與獵狗           | 動畫總監                 | 熊（）               |                    |
| 1983 | 米奇的快樂聖誕       | 動畫師                   | 巨人威利（Willie the Giant）         |                    |
| 1985 | 黑神鍋傳奇           | 角色動畫師               | 、                   |                    |
| 1986 | 妙妙探               | 動畫總監                 | 瑞根教授（Professor Ratigan）         |                    |
| 1987 | 小花鼠歷險記         | 動畫師 動畫分鏡師        |                      |                    |
| 1988 | 奧麗華歷險記         | 動畫總監 角色設計師      | 、                   |                    |
| 1989 | 小美人魚             | 動畫總監 角色設計師      | 愛麗兒（Ariel）           |                    |
| 1990 | 救難小英雄澳洲歷險記 | 動畫總監 角色設計師      | 大金鷹（Marahute）           |                    |
| 1991 | 美女與野獸           | 動畫總監                 | 野獸（Beast）             |                    |
| 1992 | 阿拉丁               | 動畫總監                 | 阿拉丁（Aladdin）           |                    |
| 1995 | 風中奇緣             | 動畫總監 視像開發 編劇   | 寶嘉康蒂（Pocahontas）         |                    |
| 1999 | 泰山                 | 動畫總監 編劇            | 泰山（Tarzan）             |                    |
| 2002 | 星銀島               | 動畫總監                 | 史約翰（John Silver）           |                    |
| 2003 | 米奇幻想曲           | 動畫師                   | 愛麗兒（Ariel）           |                    |
| 2010 | 魔髮奇緣             | 執行製作人 動畫導演 編劇 | 樂佩公主（Rapunzel）         |                    |
| 2012 | 紙人                 | 角色設計師               |                      |                    |

## 著作
- Keane, Glen. . Colorado Springs, Col.: Chariot Victor Pub. 1986. ISBN 978-0-7814-0039-8. OCLC 49002064.
- Keane, Glen. . Elgin, Ill.: Chariot Books. 1987. ISBN 978-1-55513-087-9. OCLC 14588033.
- Keane, Glen. . Elgin, Ill.: Chariot Books. 1987. ISBN 978-1-55513-088-6. OCLC 14905950.
- Keane, Glen. . Elgin, Ill.: Chariot Books. 1987. ISBN 978-1-55513-090-9. OCLC 14931727.
- Keane, Glen. . Elgin, Ill.: Chariot Books. 1989. ISBN 978-1-55513-287-3. OCLC 18050595.
- Keane, Glen. . Elgin, Ill.: Chariot Books. 1989. ISBN 978-1-55513-288-0. OCLC 19397210.
- Campbell, Stan; Jane Vogel; John Duckworth; Jim Townsend. . Glen Keane (ill.). Elgin, Ill.: D.C. Cook Pub. Co. 1992. ISBN 978-0-7814-0028-2. OCLC 28687078.
- Campbell, Stan; John Duckworth; Jim Townsend. . Glen Keane (ill.). Elgin, Ill.: D.C. Cook Pub. Co. 1992. ISBN 978-0-7814-0029-9. OCLC 28687002.
- Keane, Glen. . Elgin, Ill.: Chariot Books. 1993. ISBN 978-1-55513-363-4. OCLC 25367425.
- Keane, Glen. . Elgin, Ill.: Chariot Books. 1995. ISBN 978-1-55513-367-2. OCLC 32745892.
- Keane, Glen. . Elgin, Ill.: Chariot Books. 1995. ISBN 978-0-7814-0206-4. OCLC 37453329.
- Keane, Glen. . Elgin, Ill.: Chariot Books. 1995. ISBN 978-0-7814-0207-1. OCLC 37453329.
- Keane, Glen; Samii Taylor; Joe Yakovetic. . Elgin, Ill.: Chariot Family Pub. 1995. ISBN 978-0-7814-0258-3. OCLC 33440835.